# 記念日・home
『記念日・home』（きねんび・ホーム）は、2008年10月15日にリリースされた、SoulJaとMisslimとのコラボレーションシングル。

## 解説
- 「記念日」は1989年に大ヒットした、松任谷由実（以下、ユーミン）の「ANNIVERSARY〜無限にCALLING YOU」のカヴァー曲。プロデュースはかつてアルファ時代にユーミンをプロデュースした川添象郎である。

### ミュージックビデオについて
- 「記念日」のPVの撮影場所は、静岡県立小山高等学校とその周辺である。また、ミッキー・カーチスが友情出演している。
- 「home」のPVはアルバム「COLORZ」の初回限定盤に収録されている。

## Misslimの正体
松任谷由実の公式サイトで発売告知が行われたこと、歌詞カードに「Missim by the courtesy of EMI Music Japan Inc.」と表記され、また、アーティスト名がユーミンが荒井由実名義で1974年にリリースされたアルバム『MISSLIM』と同名であることから、ユーミンと同一人物と思われる。その後ユーミンが「魁!音楽番付JET～」へ出演した際、初めて同コラボを振り返るコメントを寄せたことで事実上公表された。

## 収録曲
1. 記念日 (5:21)
（作詞:呉田軽穂・SoulJa／作曲:呉田軽穂／編曲:佐藤博・SoulJa）
2. home (5:17) 
（作詞・作曲:呉田軽穂・SoulJa／編曲:佐藤博）

## 
- @ぴあによるインタビュー